# Unterbreizbach
Unterbreizbach – miejscowość i gmina w Niemczech, w kraju związkowym Turyngia, w powiecie Wartburg.

## Współpraca
Miejscowość partnerska:
- Haltern am See, Nadrenia Północna-Westfalia